# Les Mystères du Nautilus
 (septembre 2023).
Si vous disposez d'ouvrages ou d'articles de référence ou si vous connaissez des sites web de qualité traitant du thème abordé ici, merci de compléter l'article en donnant les références utiles à sa vérifiabilité et en les liant à la section « Notes et références ».
 (septembre 2023).
Pour les articles homonymes, voir Nautilus.

Les Mystères du Nautilus en 2022.

Les Mystères du Nautilus est une attraction du parc Disneyland à Paris. Elle reprend le thème des œuvres de Jules Verne présentées dans Discoveryland, tout comme avant elle les attractions Submarine Voyage et 20,000 Leagues Under the Sea aux États-Unis et à Tokyo DisneySea.

## L'attraction
Elle a ouvert le 4 juillet 1994 juste avant Space Mountain et permet de visiter les entrailles du submersible imaginé par Jules Verne pour son célèbre capitaine Nemo. Cette attraction est inspirée du roman mais surtout de son adaptation cinématographique produite par Walt Disney Pictures en 1954. L'ensemble des décors ont été reconstitués.
- Ouverture : 4 juillet 1994
- Type d'attraction : walkthrough
- Temps de parcours : environ 12 minutes

Ce parcours scénique pédestre propose de visiter six salles du submersible Nautilus :
- Le compartiment des ballasts : L'élément principal de cette première salle est le coffre contenant le trésor que Nemo a constitué au fil de ses voyages. La guitare que possède le personnage de Ned Land dans le film est déposée sur l'or.
- La chambre du capitaine : Cette chambre, accompagnée d'une salle de bain, contient des objets personnels appartenant au capitaine, permettant aux visiteurs de découvrir sa vie privée.
- La salle des cartes : Comme son nom l'indique, cette salle offre aux visiteurs une grande variété de cartes marines. L'une d'elles représente l'île de Vulcania, le repaire de Nemo dans le film. On peut également remarquer des escaliers menant à la timonerie.
- La chambre de plongée : Ce sas, équipé de scaphandres, permet aux marins de quitter le Nautilus via une trappe au centre de la pièce qui s'ouvre sur les fonds marins.
- Le grand salon : Dans la pièce centrale du Nautilus sont exposées des raretés marines ainsi que de nombreuses œuvres d'art. L'orgue du capitaine domine le fond de la salle et un miroir fixé sur cet instrument laisse parfois apparaître le reflet de Nemo. Régulièrement, un hublot sur le flanc tribord s'ouvre sur les profondeurs océaniques, permettant aux visiteurs d'assister à l'attaque du calamar géant, instant mémorable du roman et du film. Depuis la réouverture de l’attraction en 2023, le calamar fut remplacé par d’autres scènes où les visiteurs peuvent contempler des animaux marins comme les requins-marteaux ou les baleines à bosses.
- La salle des machines : Dans cette dernière salle, des machines à leviers et à pistons entraînent l'hélice, et le mur du fond est occupé par les équipements électriques. La salle est également envahie de vapeurs.

## Autres détails

Sigle de Discovery Mountain

- Ce n'est pas le sous-marin du lagon que l'on visite, mais un bâtiment situé plus à l'Est et masqué par une colline et des arbres.
- Cette attraction devait au départ être plus étendue et également inclure un restaurant sous-marin avec des menus adaptés à cette atmosphère. Cet ensemble aurait dû faire partie du projet Discovery Mountain, mais celui-ci n'a jamais pu se concrétiser.
- Tom Sherman, qui s'est occupé des esquisses et des modèles réduits de cette attraction, a reçu le titre d'amiral du Nautilus, apparemment un rêve qui se réalisait pour lui.
- À l'origine, l'attaque du monstre marin commençait lorsqu'un immense tentacule frappait le Nautilus, puis le calamar apparaissait aux yeux des visiteurs. Des problèmes techniques et restrictions budgétaires ont cependant amené à raccourcir la scène.